# Fifty Shades Darker
Fifty Shades Darker is een Amerikaanse erotische film uit 2017, geregisseerd door James Foley en gebaseerd op de gelijknamige roman van E.L. James. De film maakt deel uit van een trilogie en is het vervolg op Fifty Shades of Grey uit 2015.

## Verhaal
Anastasia Steele (Dakota Johnson) maakt een nieuwe start. Ze verbreekt alle contact met de miljardair Christian Grey (Jamie Dornan). Ze krijgt een job bij een uitgeverij in Seattle, maar dat houdt Christian niet tegen om haar opnieuw te benaderen. Dit is natuurlijk niet zonder reden, hij heeft een nieuw aanbod voor haar en Anastasia kan er niet aan weerstaan. Hierdoor kent ze al vlug al zijn geheimen en de redenen waarom Christian zo beschadigd en veeleisend is. Anastasia ontmoet de vorige vrouwen van Christian en moet de belangrijkste beslissing van haar leven nemen.

## Rolverdeling
| Acteur            | Personage                |
| ----------------- | ------------------------ |
| Jamie Dornan      | Christian Grey           |
| Dakota Johnson    | Anastasia "Ana" Steele   |
| Max Martini       | Jason Taylor             |
| Eloise Mumford    | Kate Kavanagh            |
| Marcia Gay Harden | Dr. Grace Trevelyan Grey |
| Luke Grimes       | Elliot Grey              |
| Rita Ora          | Mia Grey                 |
| Victor Rasuk      | José Rodriguez           |
| Bella Heathcote   | Leila Williams           |
| Kim Basinger      | Elena Lincoln            |
| Bruce Altman      | Jerry Roach              |
| Robinne Lee       | Ros Bailey               |
| Fay Masterson     | Gail Jones               |
| Andrew Airlie     | Carrick Grey             |
| Amy Price-Francis | Elizabeth Morgan         |

## Productie
De filmopnamen gingen van start in februari 2016 in Vancouver. Universal Studios kondigde aan dat de filmopnamen back-to-back gebeuren met het derde deel van de trilogie Fifty Shades Freed die in februari 2018 in de zalen verwacht wordt. De film kreeg negatieve kritieken van de filmcritici, met een score van amper 9% op Rotten Tomatoes. maar was een groot succes aan de kassa met in de eerste maand een opbrengst van 369 miljoen US$.